# Maïdiga
Maïdiga (auch: Maï Digoua, Maïdigoa, Maydiga) ist ein Dorf in der Stadtgemeinde Tanout in Niger.

## Geographie

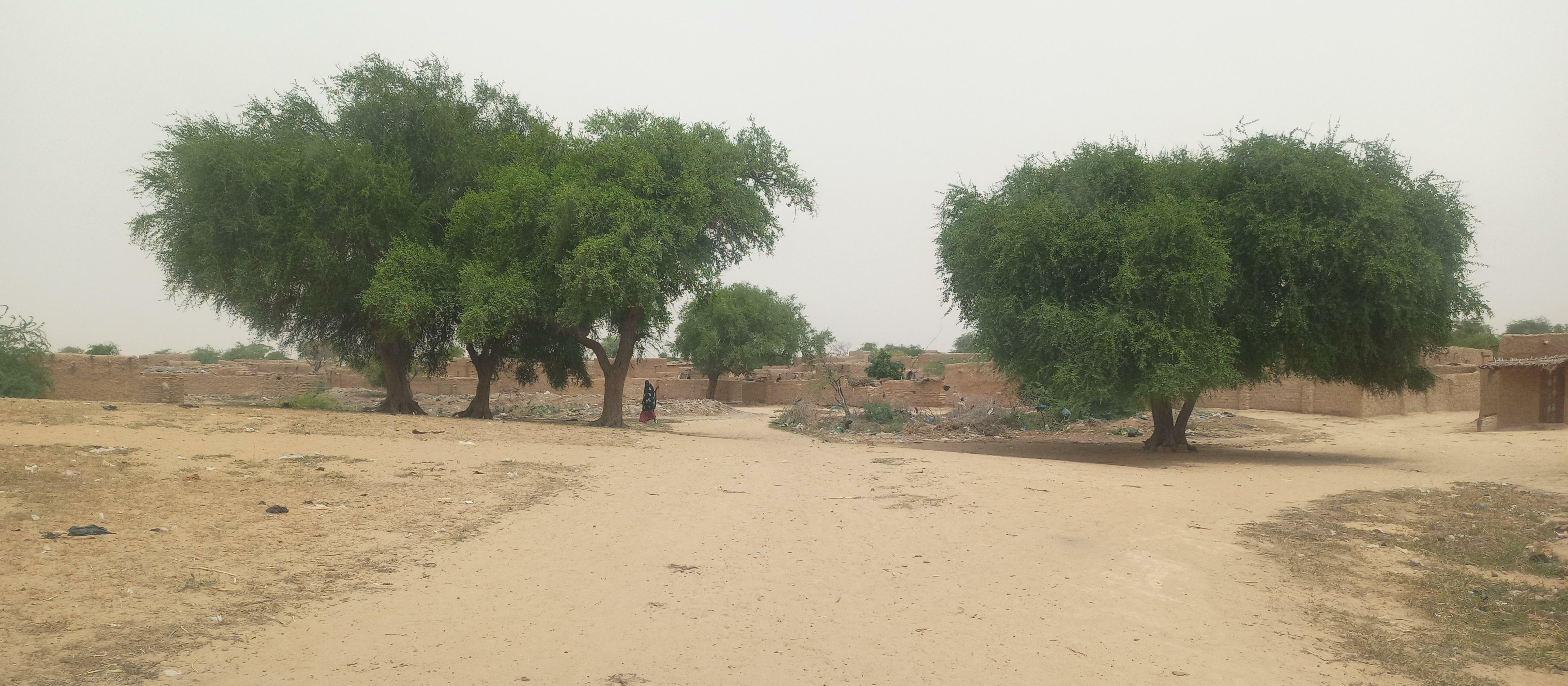
Ortsansicht von Maïdiga (2023)

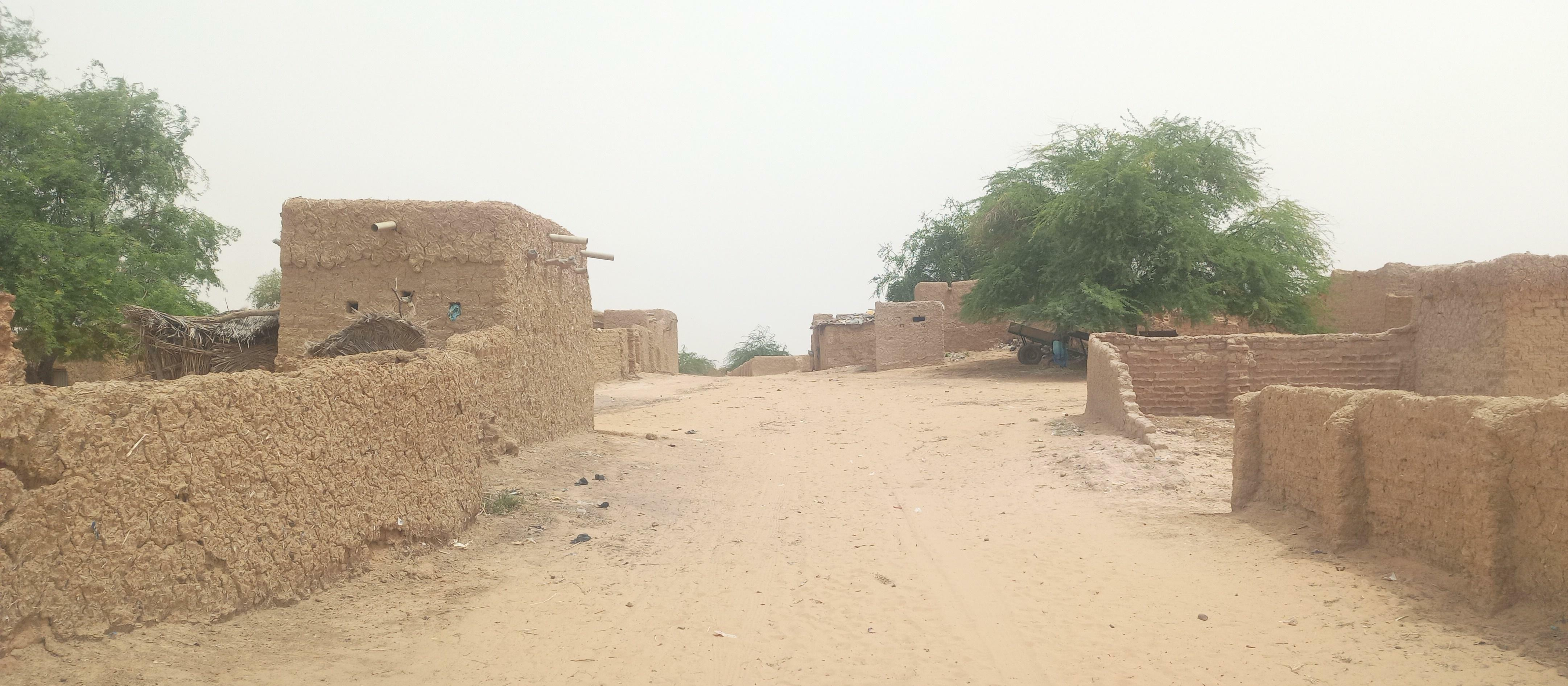
Eine Straße in Maïdiga (2023)

Das Dorf liegt in der Landschaft Damergou. Es befindet sich rund 22 Kilometer südwestlich des urbanen Zentrums der Gemeinde Tanout, die zum gleichnamigen Departement Tanout in der Region Zinder gehört. Zu den Siedlungen in der näheren Umgebung von Maïdiga zählen Bakatsiraba im Nordosten, Dalli im Osten, Garin Boka und Dan Kamsa im Südosten sowie Guidjigaoua im Südwesten.
Maïdiga ist Teil der Übergangszone zwischen Sahara und Sahel. Die durchschnittliche jährliche Niederschlagsmenge beträgt hier zwischen 200 und 300 mm.

## Bevölkerung
Bei der Volkszählung 2012 hatte Maïdiga 1618 Einwohner, die in 293 Haushalten lebten. Bei der Volkszählung 2001 betrug die Einwohnerzahl 960 in 188 Haushalten und bei der Volkszählung 1988 belief sich die Einwohnerzahl auf 691 in 125 Haushalten.
In der Siedlung leben Angehörige der Ethnie der Hausa. Es wird die Sprache Hausa gesprochen. Die Bevölkerungsdichte in diesem Gebiet ist mit 10 bis 20 Einwohnern je Quadratkilometer relativ gering.

## Wirtschaft und Infrastruktur
Die Bevölkerung bestreitet ihren Lebensunterhalt hauptsächlich durch Ackerbau. Nachdem die Felder mit Sorghum, Augenbohnen und Wassermelonen abgeerntet sind, weidet das Vieh transhumanter Wodaabe in der Gegend. Maïdiga liegt in einem Gebiet des Übergangs zwischen der Naturweidewirtschaft des Nordens und dem Ackerbau des Südens, was zu Landnutzungskonflikten führt. Eine Getreidebank wurde in den 1980er Jahren etabliert. Mit einem Centre de Santé Intégré (CSI) ist ein Gesundheitszentrum im Dorf vorhanden. Es gibt eine Schule.